# ريوهو كيكوتشي
ريوهو كيكوتشي (باليابانية: 菊池 流帆) (مواليد 9 ديسمبر 1996) هو لاعب كرة قدم ياباني.

## وصلات خارجية
- ريوهو كيكوتشي على موقع رابطة كرة القدم اليابانية للمحترفين (اليابانية)
- ريوهو كيكوتشي على موقع قاعدة بيانات كرة القدم.إي يو (الإنجليزية)
- ريوهو كيكوتشي على موقع Soccerway.com (الإنجليزية)
- ريوهو كيكوتشي على موقع عالم كرة القدم.نت (الإنجليزية)